# Estigmene rothi
Estigmene rothi är en fjärilsart som beskrevs av Rothschild 1910. Estigmene rothi ingår i släktet Estigmene och familjen björnspinnare. Inga underarter finns listade i Catalogue of Life.